# جابر حقوي
جابر حقوي لاعب كرة قدم سعودي محترف، يلعب في مركز قلب الدفاع في نادي النور .
كانت بداياته مع نادي القادسية و لعب بعدها لأندية الفتح والشعلة والجبيل في عام 2015 وقع مع نادي الصفا و في عام 2016 وقع مع نادي النور .

## روابط خارجية
- جابر حقوي على موقع قاعدة بيانات كرة القدم.إي يو (الإنجليزية)
- جابر حقوي على موقع ناشيونال فوتبول تيمز (الإنجليزية)
- جابر حقوي على موقع Soccerway.com (الإنجليزية)